# 쓰가루 후사마로

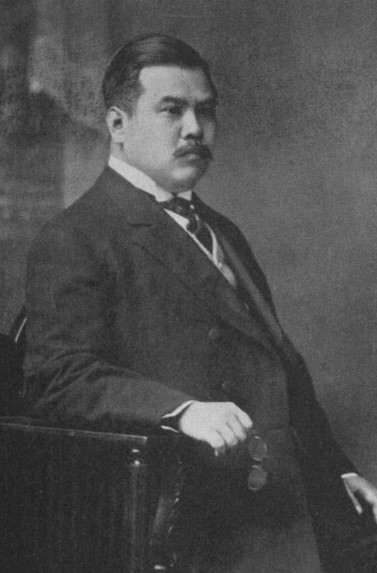
쓰가루 후사마로 백작

쓰가루 후사마로(津軽英麿)는 일본 제국의 귀족원의원이다. 작위는 백작.
친부는 고노에가 당주 고노에 다다후사이며 그의 차남으로 태어났다. 백작 오가사와라 다다노부(옛 고쿠라번주)의 딸 데루코를 양녀로 들여 오와리 남작가(오와리번 분가) 당주 도쿠가와 요시쿠미 자작과의 혼인 후 요시쿠미의 차남 요시타카에게 승계하였다.

## 같이 보기
- 고노에 아쓰마로 - 후사마로의 형

| 전임 쓰가루 쓰구아키라 | 제2대 쓰가루 백작가 당주 1916년 ~ 1919년 | 후임 쓰가루 요시타카 |